# Массовые захоронения под Изюмом
15 сентября 2022 года в украинском городе Изюм были найдены массовые захоронения, которые появились во время оккупации поселения российской армией, продлившейся с 1 апреля по 11 сентября. Могилы обнаружили вошедшие в город украинские солдаты после отступления армии РФ из Харьковской области. В одном из захоронений находились 447 тел. По сообщениям местных жителей и украинских властей, к убийствам причастны российские солдаты. 25 сентября президент Украины Владимир Зеленский в интервью Си-би-эс рассказал, что в деоккупированном Изюме нашли ещё два крупных захоронения.
По результатам эксгумации одного из массовых захоронений было установлено, что из 447 извлечённых тел 22 принадлежали украинским военнослужащим, 5 — детям, остальные — 215 женщинам и 194 мужчинам. Пол ещё 11 человек сразу установить не удалось. Большинство людей умерли насильственной смертью, 30 из них имели следы пыток.

## Описание захоронений
С 1 апреля по 11 сентября 2022 года Изюм находился под оккупацией российских войск. Перед этим они подвергали его обстрелам и бомбардировкам, разрушив около 90 % жилого фонда. Жертвы среди гражданского населения предположительно превысили тысячу человек. Местные жители сообщали и о существовании тюрьмы, в которой российские силовики убивали местных активистов. После освобождения города украинские войска обнаружили 7 новых кладбищ с захоронениями гражданских и военных. На большинстве из них стояли обычные деревянные кресты с идентификационными надписями вроде: «ВСУ, 17 человек, с морга», «345», «412». На некоторых также висели венки.
Одно из главных массовых захоронений на 447 могил нашли рядом с местным кладбищем. Большинство людей были похоронены не в гробах, а в покрывалах или в одежде.

## Результаты эксгумации

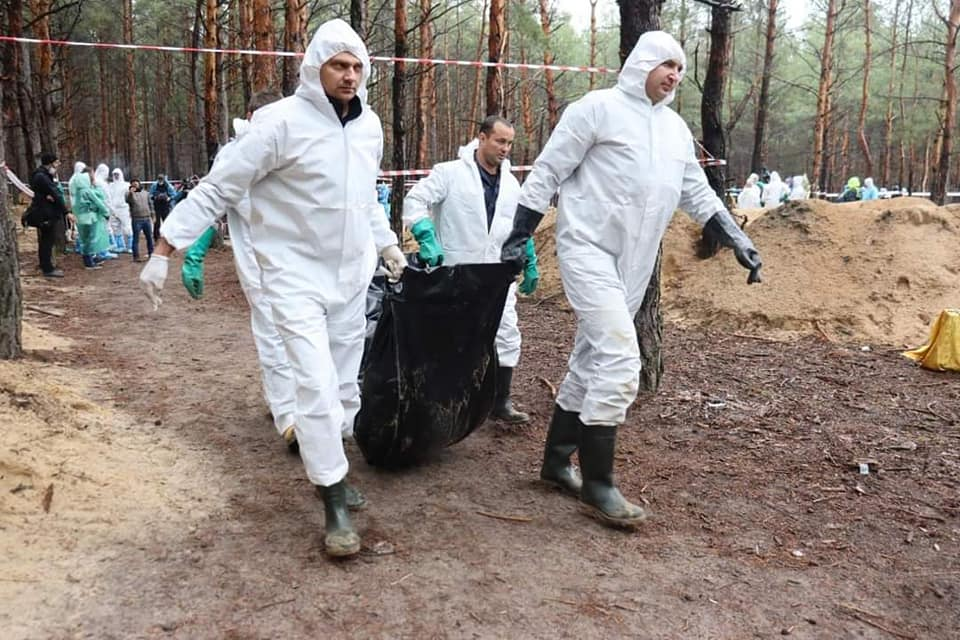
Эксгумация, 16 сентября

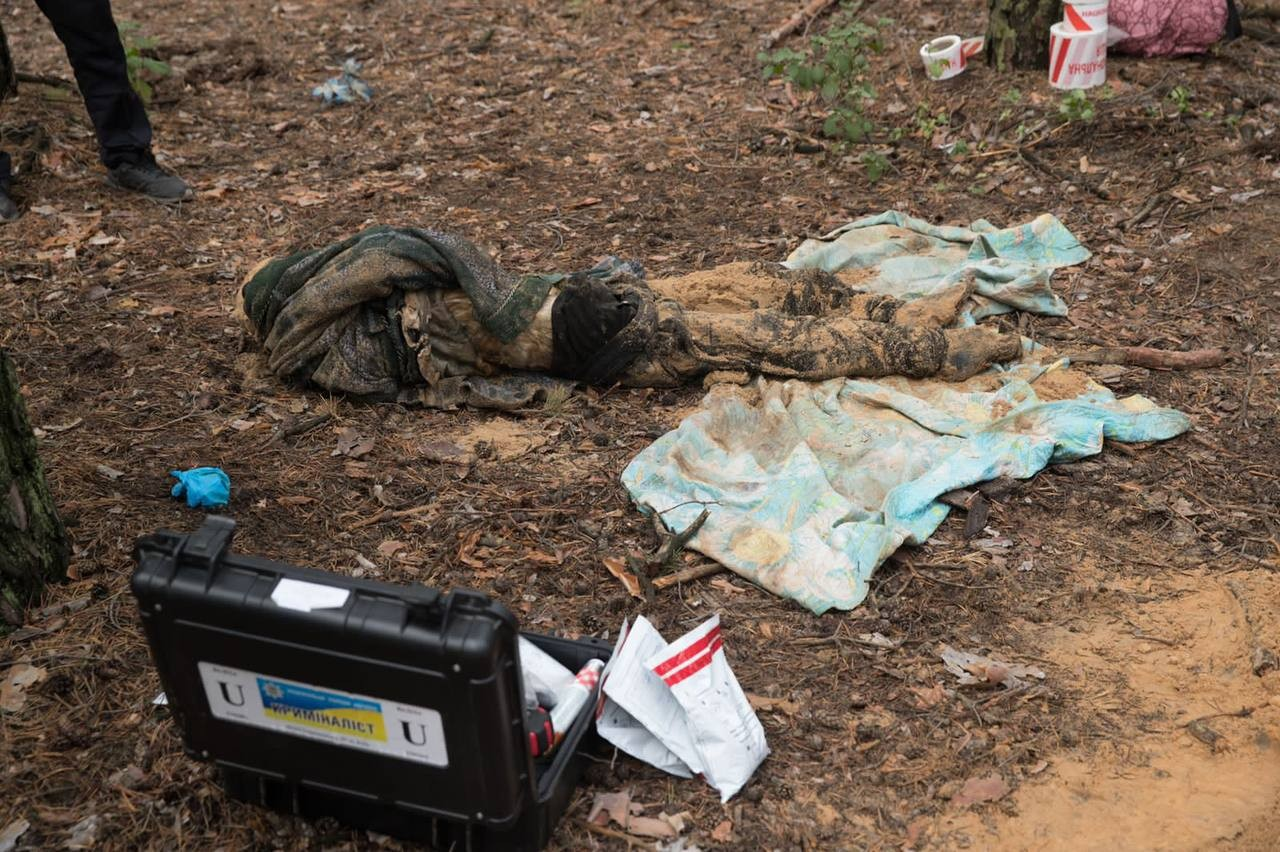
Эксгумация, 16 сентября

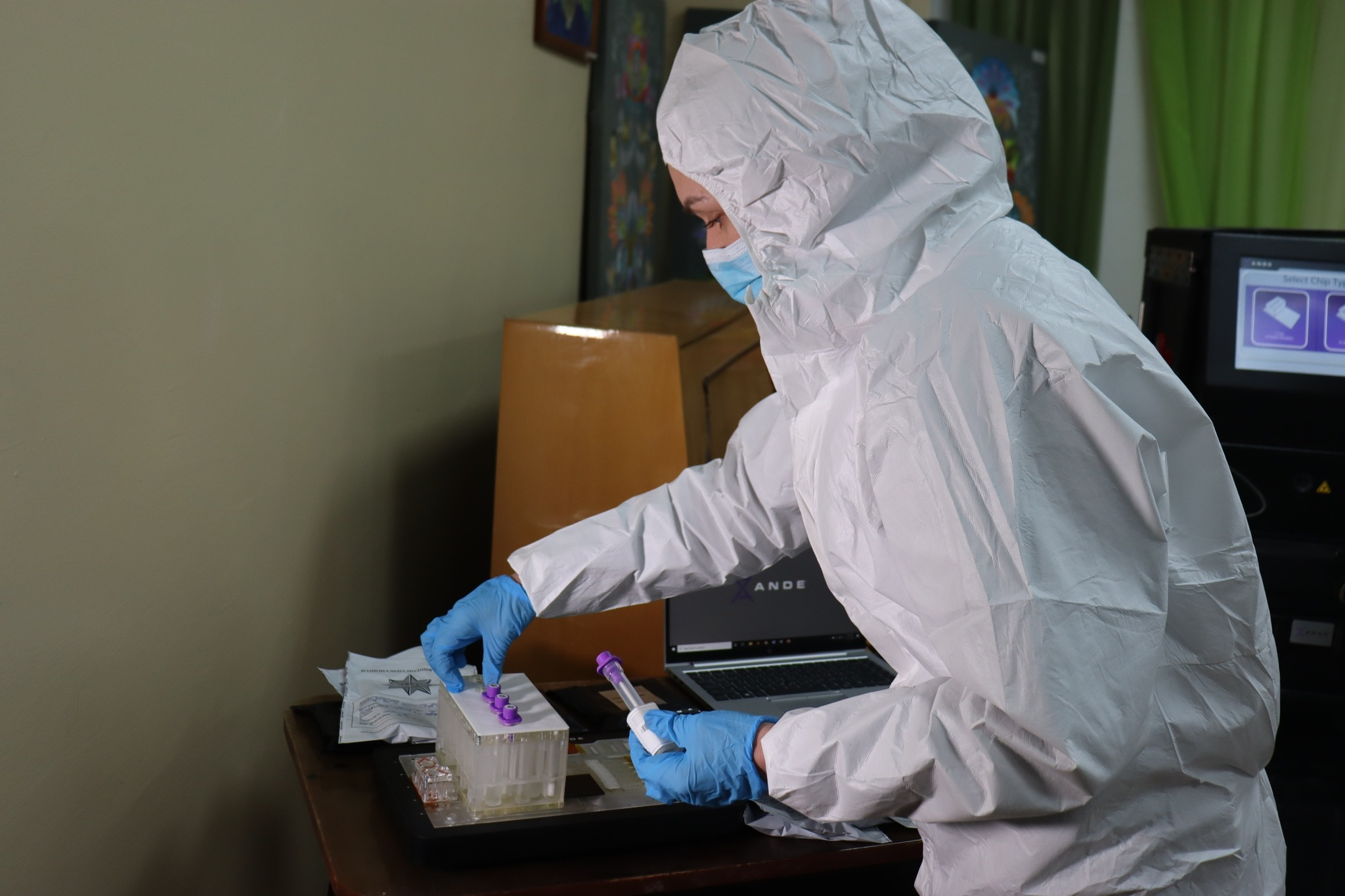
Идентификация погибших в Изюме с помощью анализа ДНК

Тела находились в стадии гнилостного разложения, поэтому следствию пришлось проводить дополнительную судебно-медицинскую экспертизу. Для помощи в эксгумации привлекли пожарных. После извлечения каждого тела проводилась минута молчания. Затем тела исследовали на предмет наличия особых характеристик. После этого их отправляли в Харьковский морг для более детальной судебно-медицинской экспертизы. У родственников убитых брали анализ ДНК для идентификации неопознанных тел.
Эксгумация была завершена 23 сентября 2022 года. Всего из земли подняли 447 тел. Установлено, что 22 захороненных были военнослужащими ВСУ, а 425 — гражданскими лицами. Среди гражданских было 215 женщин, 194 мужчины и 11 человек, пол которых на то время установить не удалось, а также 5 детей.
Большинство тел имели признаки насильственной смерти. При этом на 30 из них были обнаружены следы пыток — верёвки на шее, связанные руки, сломанные конечности, огнестрельные ранения. У нескольких мужчин были также ампутированы гениталии. Некоторые из погибших, вероятно, были убиты в результате стрельбы, другие скончались в результате обстрелов, а третьи — из-за отсутствия медицинской помощи.
Среди погибших были целые семьи. Например, Столпаковы — 31-летняя Елена, её муж, две дочери (6 и 9 лет) и родители — 9 марта попавшие под российский обстрел жилой пятиэтажки. Под обстрелами погибла семья Кравченко — молодая семейная пара Ольга и Виталий, их трое детей, а также бабушка. Российские пропагандистские ресурсы использовали фотографию могилы Столпаковых с датой захоронения «9.03.22» в качестве доказательства непричастности армии РФ к их смерти — официально город был оккупирован только к первому апреля. Однако пропаганда умалчивала о том, что Изюм системно обстреливали за несколько недель до взятия.
В могиле под номером 319 украинскими следователями было обнаружено тело детского писателя и редактора Википедии Владимира Вакуленко.
Фотография руки одного из тел с сине-жёлтыми браслетами широко распространилась в интернете и СМИ, приобретя символическое значение. Это тело, как позже выяснилось, принадлежало военнослужащему 93-й бригады «Холодный Яр» Сергею Сове. Браслеты были ему подарены его детьми.

## Реакция
Украина
После обнаружения массовых захоронений в Изюме украинская сторона обвинила Россию в совершении военных преступлений. Владимир Зеленский сравнил массовые убийства в Изюме с резнёй в Буче. В конце сентября в Изюм прибыли представители 20 стран, в том числе Литвы, Латвии, Эстонии, Германии, Австрии, Венгрии, Франции, Испании, Словении, Хорватии, Дании, Швеции, Швейцарии, Турции, Словакии, Польши. Визит был организован по поручению Зеленского.
Россия
Пресс-секретарь президента РФ Дмитрий Песков назвал массовые захоронения в Изюме «враньём».
Международная реакция

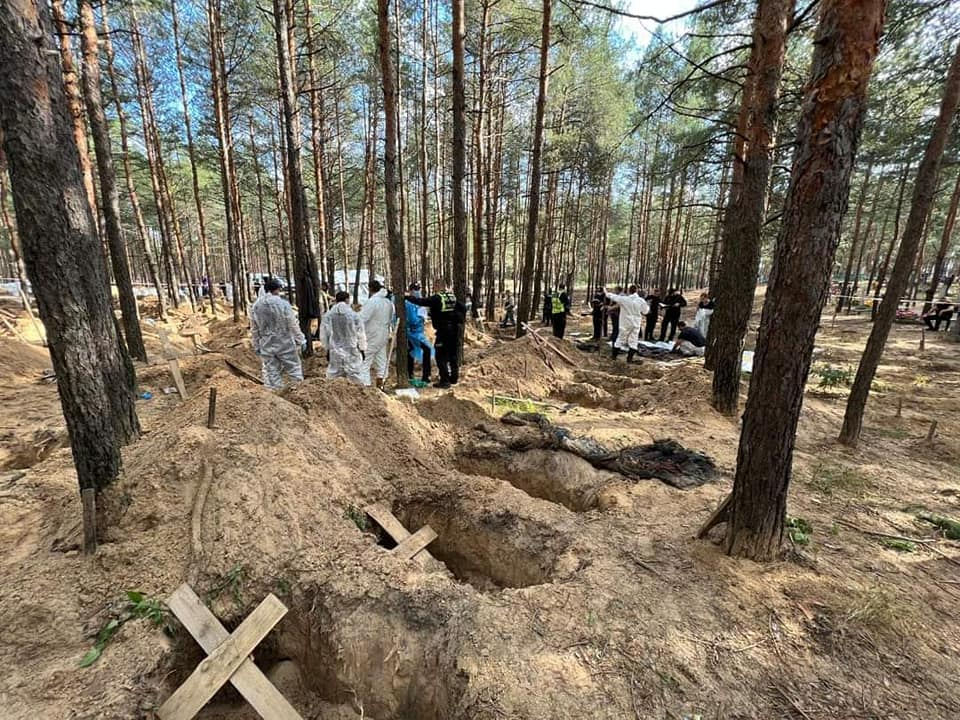
Эксгумация, 16 сентября

16 сентября представители Управления Верховного комиссара ООН по правам человека (УВКПЧ) заявили, что уже находящиеся в Украине следователи ООН примут участие в комиссии по установлению факта военных преступлений. 
Большинство высказавшихся по Изюму однозначно осудили Россию. Редким исключением стал президент Турции Реджеп Эрдоган: он не назвал Россию виновной и отметил, что «самый идеальный ответ на этот вопрос даст ООН после проведенных работ». Верховный представитель Европейского союза по иностранным делам и политике безопасности Жозеп Боррель заявил, что Евросоюз глубоко шокирован захоронениями, самым решительным образом осуждает эти зверства и пообещал, что Россия, ее политическое руководство и все, кто причастен к продолжающимся нарушениям международного права в Украине, будут привлечены к ответственности. Министр иностранных дел Чехии Ян Липавский заявил, что «Россия оставила после себя в районе Изюма массовые захоронения сотен расстрелянных и замученных людей» и призвал к скорейшему созданию специального международного трибунала для расследования преступной агрессии. МИД Австрии также призвал привлечь к ответственности виновных в смерти мирных жителей Изюма. Президент Франции Эммануэль Макрон решительно осудил действия российской армии и призвал к наказанию ответственных лиц. Вскоре после этого стало известно, что Франция послала группу криминалистов для сбора доказательств и описания военных преступлений. Кроме того, правительство Франции предоставило передвижную лабораторию для идентификации тел путём анализа ДНК. Представители Испании также призвали к расследованию совершённых преступлений. Премьер-министр Джастин Трюдо назвал захоронения свидетельством военных преступлений России и заявил о готовности Канады и дальше поддерживать Украину.